# Ewald Horn
Ewald Horn (* 15. Januar 1856 in Görsdorf (Tauche); † 7. März 1923) war ein deutscher Publizist und Universitätshistoriker. Seine Bibliographie der deutschen Universitäten gilt noch heute als Standardwerk.

## Leben
Horn besuchte von 1867 bis 1875 in Halle an der Saale die Schule der Franckeschen Stiftungen. Nach dem Abitur studierte er an der dortigen Friedrichs-Universität Halle und später der Friedrich-Wilhelms-Universität zu Berlin. Ab 1881 war er Oberlehrer. Die Tätigkeit musste er wegen seiner Schwerhörigkeit aufgeben.
Die Georg-August-Universität Göttingen promovierte ihn 1888 zum Dr. phil. 1889 wurde er wissenschaftlicher Hilfsarbeiter im Preußischen Ministerium der geistlichen, Unterrichts- und Medizinalangelegenheiten. Ab 1899 war er Vorsteher der Auskunftsstelle für das höhere Unterrichtswesen mit dem Titel eines Professors.
Über das höhere Schulwesen veröffentlichte er seit 1900 mehrere Überblicksdarstellungen. Bekannt wurde er durch die Bibliographie der deutschen Universitäten, die er mit Wilhelm Erman trotz erheblicher Spannungen nach 15-jähriger Arbeit 1904/05 herausbrachte. Sie blieb die einzige einer Reihe größerer, von Friedrich Althoff angeregter Bibliografien. Mit zunehmender Einarbeitung in die Materie hatte sich Horn vom Naturwissenschaftler zum Universitätshistoriker gewandelt. Seine Studenticabibliothek vermachte er Oskar Scheuer in Wien.
Zusammen mit seiner Ehefrau Elsa geb. Hesler (* 1873) hatte Horn zwei Kinder: Tochter Hertha (* 1901) und Sohn Heinrich (* 1909).

## Veröffentlichungen
- Das Unrecht des Stärkeren in der Frauenfrage. Ein Beitrag zu Sozialpolitik und Sozialethik. Leipzig 1891.
- Zur Geschichte der Privatdozentin. Eine Studie. Mitteilungen der Gesellschaft für Deutsche Erziehungs- und Schulgeschichte, Jg. 11. Berlin 1901.
- Die Disputationen und Promotionen an den Deutschen Universitäten vornehmlich seit dem 16. Jahrhundert : mit einem Anhang enthaltend ein Verzeichnis aller ehemaligen und gegenwärtigen deutschen Universitäten. Neudrucke Wiesbaden 1968, Hansebooks 2017, ISBN 978-3-7434-9346-9. GoogleBooks
- Kolleg und Honorar : ein Beitrag zur Verfassungsgeschichte der deutschen Universitäten. Academischer Verlag, München 1897.
- Die Promotionen an der Dillinger Universität 1555 bis 1760. In: Zeitschrift für katholische Theologie. Jg. 21, (Innsbruck) 1897, S. 448–475.
- Bemerkungen zu den Statuten der philosophischen Fakultät in Frankfurt a. O. Pädagogisches Archiv, Monatsschrift für Erziehung, Unterricht und Wissenschaft, Jg. 42 (1900), S. 587–592.
- Privilegium Kaiser Friedrichs III: von 1471 für die Stadt Lüneburg zur Errichtung eines Rechtsstudiums. Mitteilungen der Gesellschaft für Deutsche Erziehungs- und Schulgeschichte, Jg. 13. Berlin 1903, S. 1–8.
- mit Wilhelm Erman: Bibliographie der deutschen Universitäten, systematisch geordnetes Verzeichnis der bis Ende 1899 gedruckten Bücher und Aufsätze über das deutsche Universitätswesen. 3 Bände. B.G. Teubner, Leipzig/Berlin 1904–1905. – Gießener Elektronische Bibliothek 2006.
- Akademische Freiheit. Historisch-kritische Untersuchung und freimütige Betrachtung nebst einem Anhang über studentische Ausschüsse. Berlin 1905.
- Das höhere Schulwesen der Staaten Europas. Eine Zusammenstellung der Stundenpläne. Berlin 1906, Neudruck 2016.
- Max Stirners ethischer Egoismus. Eine Säkular-Rede. Berlin 1907. ISBN 978-1-166-27663-8.
- Die katholisch-polnische Universitätspolitik Preußens vor hundert Jahren. Posen 1908.
- Führer durch das höhere Unterrichtswesen in Deutschland : mit besonderer Berücksichtigung der Alumnate. Oldenbourg, Berlin München  1911. GoogleBooks
- Das höhere Mädchenschulwesen in Deutschland. Eine vergleichende Übersicht mit besonderer Berücksichtigung der Stundenpläne. Berlin 1919.